# Рајан Кондал
Рајан Џ. Кондал (енгл. Ryan J. Condal; Хасбрук Хајтс, 1979 или 1980) амерички је сценариста и извршни продуцент. Аутор је и шоуранер предстојеће серије Кућа змаја из 2022. године, преднаставак серије Игра престола (2011—2019). Кондал је такође био аутор и шоуранер серије Колонија (2016—2018). Био је сценариста филмова Херкул (2014) и Rampage (2018).

## Радови
| Година     | Српски назив | Изворни назив | Формат     | Реф.  |
| ---------- | ------------ | ------------- | ---------- | ----- |
| 2014.      | Херкул       |               | Филм       | [ 2 ] |
| 2016—2018. | Колонија     |               | Телевизија | [ 3 ] |
| 2018.      |              |               | Филм       | [ 2 ] |
| 2022.      | Кућа змаја   |               | Телевизија | [ 3 ] |